# Springfield (Oregon)
Pour les articles homonymes, voir Springfield.
Springfield est une ville américaine située dans le comté de Lane, dans l’État de l’Oregon. Lors du recensement de 2010, sa population était de 59 403 habitants.

## Histoire
Les premiers habitants sont le peuple Kalapuya. Parfois écrit Calapooia ou Calapooya, ils ont entretenu la vallée et les sources de nourriture par l'écobuage.
Les premiers colons européens arrivent en 1848. La ville a été incorporée en 1885. Il semble qu’elle doive son nom au fait qu’un pionnier nommé Elias M. Briggs a construit sa maison dans un pré (en anglais, field) situé près d’une source (en anglais, spring).

## Personnalités liées à la commune
L'auteur américain Ken Kesey est venu à Springfield très jeune, et a terminé ses études secondaires à Springfield High School, avant de faire des études universitaires à l'University of Oregon. Après quelques années de voyage (décrits dans le livre de Tom Wolfe The Electric Kool-Aid Acid Test), Kesey a acheté une ferme dans le village de Pleasant Hill, à côté de Springfield, et est resté célèbre dans la région jusqu'à sa mort en 2001. 